# Lohmühle

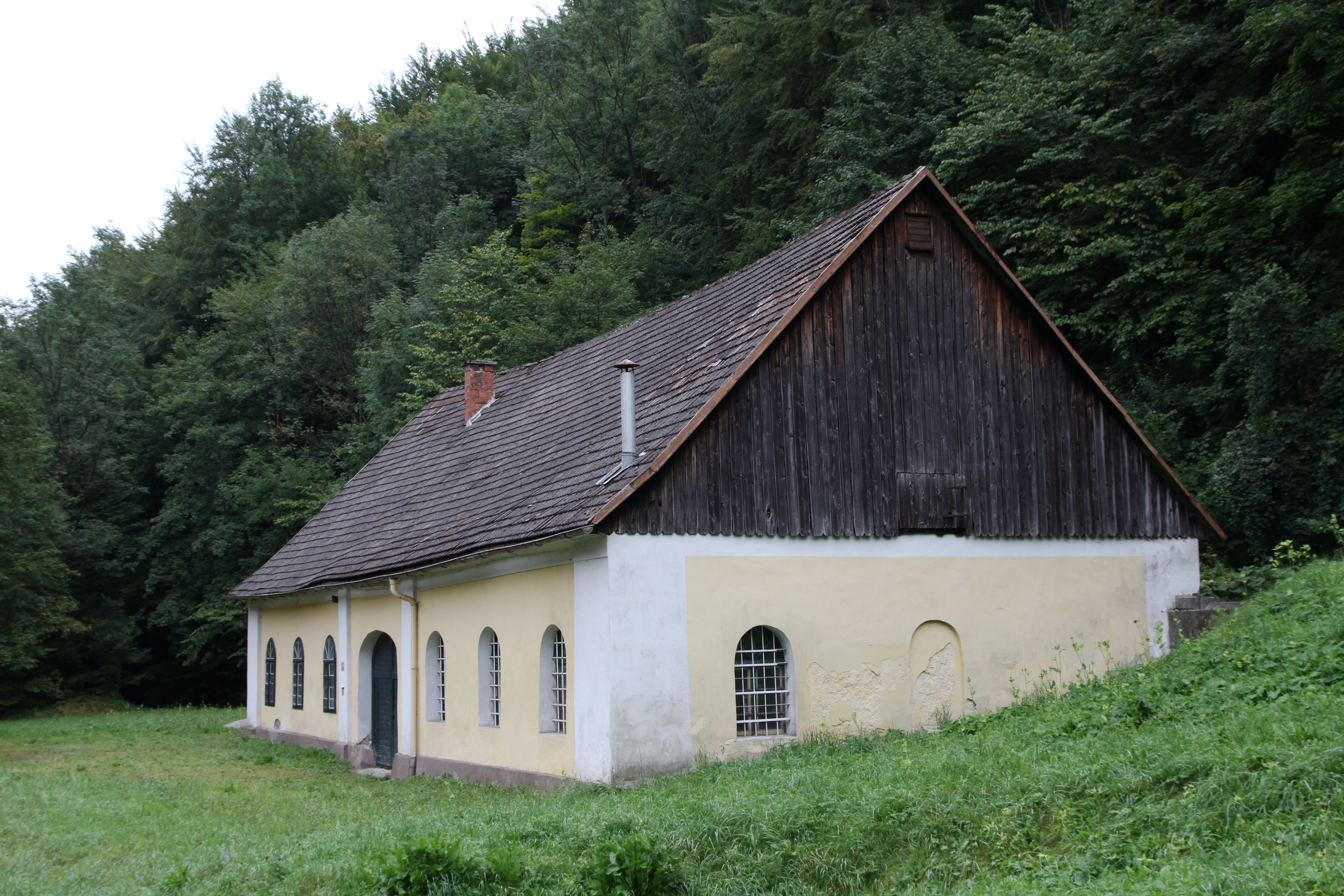
Ehemalige Lohstampfmühle in Gaming

Eine Lohmühle dient zur Zerkleinerung der für die Lohgerberei notwendigen pflanzlichen Gerbmittel. Es werden vor allem Fichten- und Eichenrinden aus Lohwäldern zur Lohe zermahlen. Diese ist sehr gerbsäurehaltig und deshalb geeignet zum Gerben von Leder. Das Material wurde aber ursprünglich auch zur Konservierung von Fischernetzen, Tauen und Segeln verwendet. Lohe war seit dem Mittelalter ein wichtiges Handelsgut, das dem Stapelrecht unterworfen war.
Nach einer Zerkleinerung des Mahlguts wird dieses in der eigentlichen Mühle gemahlen. Mehrere Prinzipien kommen hier zur Anwendung: entweder als Lohstampfmühle (ein Pochwerk, auch Lohstampfe oder Lohpocherich genannt), oder das Kaffeemühlenprinzip (Glockenmühlen), Desintegratoren oder horizontale Mühlsteine, deren Nutzung bisweilen in einigen Gegenden untersagt war.
In der Nähe früherer Gerbereien fanden sich häufig Lohmühlen. Ihre Standorte fanden oft Eingang in Straßen- oder Gaststättennamen wie beispielsweise in der Kölner Innenstadt die Straßenabschnitte unterhalb der Pantaleonskirche: Rothgerberbach, Blaubach, Mühlenbach – dort standen etliche Lohmühlen, die vom Rheinauhafen her mit Mahlgut versorgt wurden und ihrerseits die Gerber bachaufwärts belieferten.
Verschiedene Lohmühlen, die um 1750 errichtet wurden, standen zum Beispiel auch auf der Lohmühleninsel am Landwehrkanal im Berliner Ortsteil Kreuzberg. In Lübeck findet man das Stadion an der Lohmühle, die Heimstätte des Traditionsfußballclubs VfB Lübeck. Auch der Hohenlockstedter Lohmühlenteich ist nach einer früher dort gelegenen Lohmühle benannt.

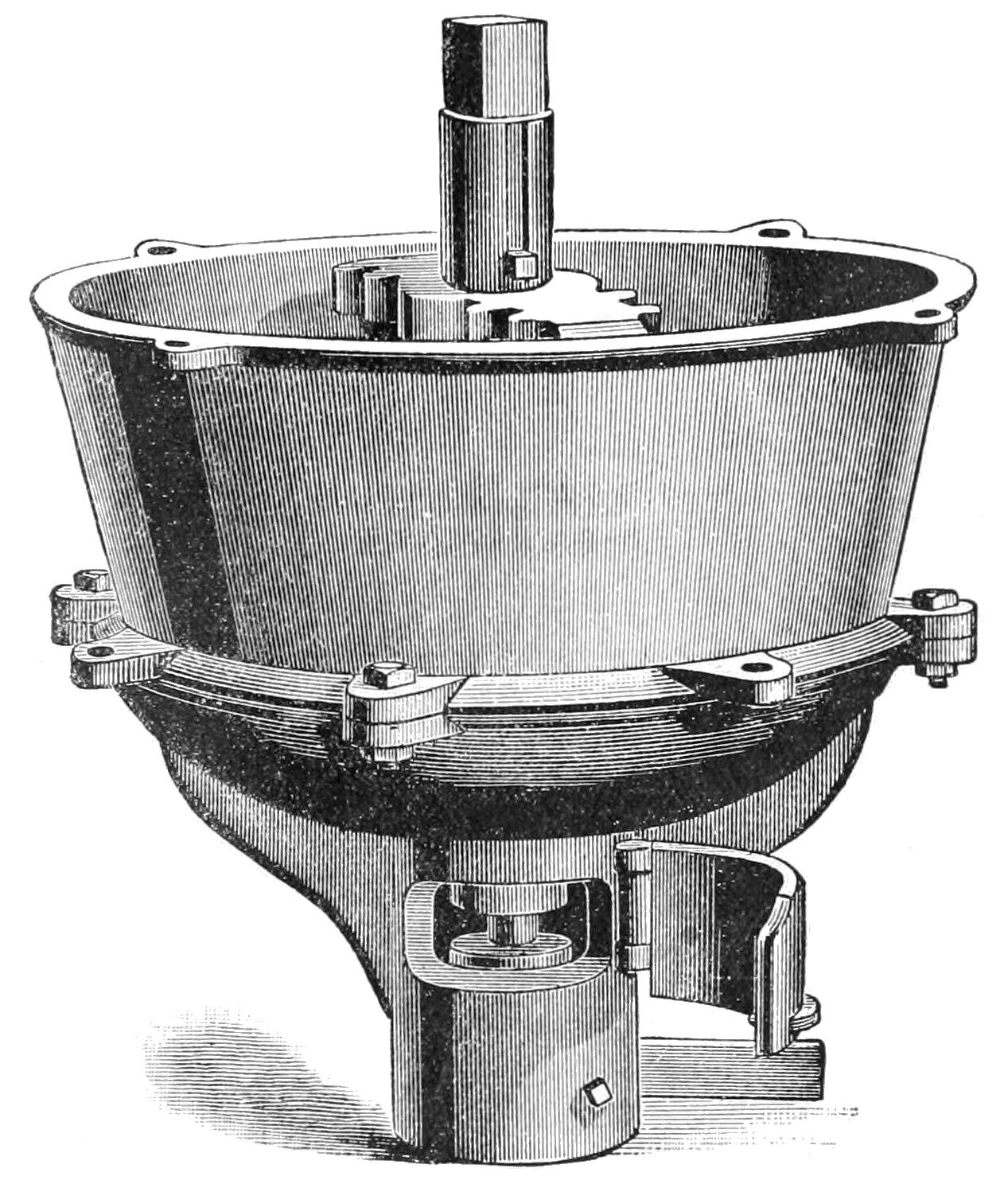
Lohmühle aus dem Jahre 1892